# Cylindromyia pilosa
Cylindromyia pilosa là một loài ruồi trong họ Tachinidae.